# 第一次約翰遜內閣
2019年6月7日，英國首相文翠珊辭任保守黨領袖。同年7月23日，約翰遜獲选為新任黨魁。翌日，女王伊丽莎白二世邀請鲍里斯·约翰逊籌組新政府，第一次約翰遜內閣同日起執政。本內閣是由第57屆國會組成，當時保守黨乃以少數派政府當政。2019年9月3日，保守黨議員菲利浦·李博士轉投其他政黨，加入自由民主党，令保守黨政府正式失去有效多數議席。約翰遜最終提出提前大選，保守黨在同年12月12日選舉中贏得過半議席，其後組成第二次約翰遜內閣。

## 歷史

### 文翠珊請辭
前首相文翠珊先後三次遞交英國脫歐的退出協議和執行法案，但皆被下议院否決，令脫歐遲遲未能成事。及後舉行的2019年歐洲議會選舉，保守黨成績極為差劣，令文翠珊執政再遭質疑。2019年5月24日，文翠珊宣布將會辭任保守黨領袖，亦因此辭任首相。6月7日，保守黨黨魁的辭職正式生效。

### 約翰遜上任
2019年7月23日，前倫敦市長及前外交事務大臣鲍里斯·约翰逊接替文翠珊，當選成為新任保守黨黨魁。翌日，女王伊丽莎白二世任命約翰遜為首相。約翰遜承繼了文氏的少數派政府，繼續由北爱尔兰的民主统一党提供信任供给。
2019年7月24日，約翰遜公布內閣人選，稱之為「現代英國的內閣」，《衛報》將內閣標籤為「一個種族各異但意識形態俱同的意向聲明」。約翰遜籌組內閣期間，他先後將11名高級閣員革職，並接受了另外6名閣員的請辭。是次的「肅清」是英國戰後在執政黨沒有下野的情況下、最大規模的內閣重組，比起7名閣員被撤職的1962年「長刀之夜」還要厲害，因而被《太陽報》稱為「髮刀之夜」（Night of the Blond Knives）；約翰遜盟友奈傑爾·埃文斯也形容為「比起內閣改組，這更像夏季大屠殺」。
革職以外，多名舊人有晉升、新面孔亦加入內閣。多米尼克·拉布晉升為首席大臣和外交事務大臣，賈偉德獲委任為財政大臣，普丽蒂·帕特尔則擔任內政大臣。約翰遜又增加參加內閣會議的大臣數目至33人，比起第二次文翠珊內閣多4人。獲任命的大臣中，當中四分一為女性，比例上較文翠珊和大衛·卡麥隆的為少。內閣的種族多元化亦創下紀錄，4名國務大臣和2名其他大臣都是有少數族裔背景；17%的閣員屬於黑人、亞裔、少數族裔，比起全英國的14%為高。接近三分二的獲任命大臣曾入讀收費學校，接近半數曾就讀牛劍大學。另外，約翰遜為滿足黨魁選舉的競選承諾，他亦擔任新創立的「聯盟大臣」一職。

### 失過半數及大臣辭職
2019年9月3日，菲利浦·李轉投自由民主黨，令約翰遜領導的保守黨失去有效多數（working majority），令执政党未有足夠議席继续执政。及後的一場表決，21名保守黨議員贊成國會控制議事日程表及辯論後座議員提出的議案，避免英國在無協議下硬脫歐，而加入反對派，因而遭到黨鞭逐出黨。
2019年9月5日，約翰遜的胞弟約·約翰遜宣布辭任大學國務大臣和下屆大選將不會競逐奧平頓議員，指出「最近數周，自己在忠於家庭和國家利益之間陷於兩難。這是一個無法解決的緊張關係，是時候讓其他人接替我的議員和大臣的崗位。」9月7日，安珀·路德宣布辭去就業及退休保障大臣和婦女及平等大臣，及退出保守黨。
鑑於脫歐議題在下議院陷入僵局，《2019年提前國會大選法案》在2019年10月31日獲通過，選舉提前至同年12月12日舉行。保守黨最終在選舉中贏得過半議席，約翰遜組成他的第二次內閣。

## 內閣

### 髮刀之夜
| 留歐派 脫歐派 斜體為非列席內閣 星號為請辭的大臣 | 留歐派 脫歐派 斜體為非列席內閣 星號為請辭的大臣 | 留歐派 脫歐派 斜體為非列席內閣 星號為請辭的大臣 | 留歐派 脫歐派 斜體為非列席內閣 星號為請辭的大臣 | 留歐派 脫歐派 斜體為非列席內閣 星號為請辭的大臣 | 留歐派 脫歐派 斜體為非列席內閣 星號為請辭的大臣 | 留歐派 脫歐派 斜體為非列席內閣 星號為請辭的大臣 |
| 大臣                                            | 上任前                                          | 上任後                                          |                                                 | 大臣                                            | 上任前                                          | 上任後                                          |
| ----------------------------------------------- | ----------------------------------------------- | ----------------------------------------------- | ----------------------------------------------- | ----------------------------------------------- | ----------------------------------------------- | ----------------------------------------------- |
| 首相                                            | 文翠珊                                          | 約翰遜                                          |                                                 | 社區                                            | 博敬誠                                          | 鄭偉祺                                          |
| 蘭開斯特公爵領地                                | 李達德*                                         | 高文浩                                          | 蘇格蘭                                          | 萬達偉                                          | 張毅德                                          |                                                 |
| 內閣辦公室                                      | 李達德*                                         | 杜永敦                                          | 北愛爾蘭                                        | 龐碧琳                                          | 施俊安                                          |                                                 |
| 首席大臣                                        | 空缺                                            | 藍韜文                                          | 國際發展                                        | 施達偉*                                         | 岑浩文                                          |                                                 |
| 外交                                            | 侯俊偉                                          | 藍韜文                                          | 文化                                            | 衛俊明                                          | 莫麗琪                                          |                                                 |
| 財政                                            | 夏文達*                                         | 賈偉德                                          | 不管                                            | 盧柏敦                                          | 祁維利                                          |                                                 |
| 內政                                            | 賈偉德                                          | 彭黛玲                                          | 下院領袖                                        | 施榮達                                          | 李思銘                                          |                                                 |
| 國防                                            | 莫佩琳                                          | 華禮仕                                          | 財政首秘                                        | 卓慧思                                          | 辛偉誠                                          |                                                 |
| 司法                                            | 郭達瑋*                                         | 白樂彬                                          | 首席黨鞭                                        | 施俊安                                          | 施炳森                                          |                                                 |
| 教育                                            | 夏軒仕                                          | 韋廉信                                          | 移民                                            | 盧嘉蓮                                          | 施馬·堅尼地                                     |                                                 |
| 國際貿易                                        | 霍理林                                          | 卓慧思                                          | 能源                                            | 彭麗雅                                          | 關浩霆                                          |                                                 |
| 商業                                            | 祈國光                                          | 利雅華                                          | 房屋                                            | 基特·馬特豪斯                                   | 麥蔚宜                                          |                                                 |
| 環境                                            | 高文浩                                          | 韋莉雅                                          | 大學                                            | 克里斯·斯基德莫爾                               | 約翰森                                          |                                                 |
| 運輸                                            | 紀嘉林                                          | 夏博思                                          | 安全                                            | 華禮仕                                          | 盧柏敦                                          |                                                 |

### 2019年7月－12月
| 職位                                           | 成員                                         | 任期                 |
| ---------------------------------------------- | -------------------------------------------- | -------------------- |
| 內閣大臣                                       |                                              |                      |
| 首相 第一財政大臣 公務員事務大臣 聯盟大臣      | 約翰遜 議員閣下                              | 2019年 – 下任內閣    |
| 首席大臣 外交及聯邦事務大臣                    | 多米尼克·拉布 議員閣下                       | 2019年 – 下任內閣    |
| 財政大臣                                       | 贾伟德 議員閣下                              | 2019年 – 下任內閣    |
| 內政大臣                                       | 普丽蒂·帕特尔 議員閣下                       | 2019年 – 下任內閣    |
| 蘭開斯特公爵領地事務大臣                       | 高文浩 議員閣下                              | 2019年 – 下任內閣    |
| 司法大臣 大法官                                | 羅伯特·巴克蘭 御用大律師 議員閣下            | 2019年 – 下任內閣    |
| 退出欧洲联盟事务大臣                           | 史提芬·巴克萊 議員閣下                       | 2018年 – 下任內閣    |
| 國防大臣                                       | 本·華萊士 議員閣下                           | 2019年 – 下任內閣    |
| 卫生大臣                                       | 马修·汉考克 議員閣下                         | 2018年 – 下任內閣    |
| 商業、能源和產業戰略大臣                       | 利雅華 議員閣下                              | 2019年 – 下任內閣    |
| 國際貿易大臣 貿易委員會主席 女性及平等權益大臣 | 伊丽莎白·特拉斯 議員閣下                     | 2019年 – 下任內閣    |
| 就業及退休保障大臣                             | 安珀·路德 議員閣下                           | 2018年 – 2019年9月   |
| 就業及退休保障大臣                             | 泰蕾兹·科菲 博士 議員閣下                    | 2019年9月 – 下任內閣 |
| 教育大臣                                       | 加文·威廉姆森 CBE 議員閣下                   | 2019年 – 下任內閣    |
| 環境、食品和鄉村事務大臣                       | 特雷莎·维利尔斯 議員閣下                     | 2019年 – 下任內閣    |
| 住房、社區和地方政府事務大臣                   | 羅伯特·詹里克 議員閣下                       | 2019年 – 下任內閣    |
| 交通大臣                                       | 格蘭·夏普斯 議員閣下                         | 2019年 – 下任內閣    |
| 北愛爾蘭事務大臣                               | 朱利安·史密斯 議員閣下                       | 2019年 – 下任內閣    |
| 蘇格蘭事務大臣                                 | 阿利斯特·杰克 議員閣下                       | 2019年 – 下任內閣    |
| 威爾斯事務大臣                                 | 阿龍·凱恩斯 議員閣下                         | 2016年 – 2019年11月  |
| 上議院領袖 掌璽大臣                            | 寶園的埃文斯女男爵娜塔莉·埃文斯 樞密院顧問官 | 2016年 – 下任內閣    |
| 數碼化、文化、媒體和體育大臣                   | 妮基·摩根 議員閣下                           | 2019年 – 下任內閣    |
| 國際發展大臣                                   | 阿洛克·夏尔马 議員閣下                       | 2019年 – 下任內閣    |
| 不管部大臣 黨主席                              | 柯維立 TD VR 中將 議員閣下                   | 2019年 – 下任內閣    |
| 列席內閣會議的大臣                             |                                              |                      |
| 財政部首席秘書                                 | 辛偉誠 議員閣下                              | 2019年 – 下任內閣    |
| 下議院領袖 樞密院議長                          | 雅各·里斯-莫格 議員閣下                      | 2019年 – 下任內閣    |
| 首席黨鞭 財政部國會秘書                        | 馬克·斯賓塞 議員閣下                         | 2019年 – 下任內閣    |
| 英格蘭及威爾斯律政司                           | 喬弗利·科克斯 御用大律師 議員閣下            | 2018年 – 下任內閣    |
| 能源國務大臣                                   | 關浩霆 議員閣下                              | 2019年 – 下任內閣    |
| 内阁办公厅大臣 財政部主計長                    | 奧利佛·道登CBE 議員閣下                      | 2019年 – 下任內閣    |
| 北方強國國務大臣                               | 傑克·貝瑞 議員閣下                           | 2019年 – 下任內閣    |
| 住房國務大臣                                   | 艾斯特·麦克维 議員閣下                       | 2019年 – 下任內閣    |
| 大學國務大臣                                   | 約·約翰遜 議員閣下                           | 2019年7月 – 9月      |
| 環境、食品和農村事務部及國際發展國務大臣       | 扎克·戈德史密斯 議員閣下                     | 2019年9月 – 12月     |
| 安全國務大臣 脫歐及準備無協議脫歐副國務大臣    | 布蘭登·劉易斯 議員閣下                       | 2019年 – 下任內閣    |

#### 人事變動
- 2019年9月5日，約·約翰遜宣布將會辭任大學國務大臣及國會議員[58]，環境、食品和農村事務部及國際發展（英语：Department for International Development）國務大臣扎克·戈德史密斯在9月10日起取代其出席內閣會議[59]。
- 2019年9月7日，安珀·路德辭職離開內閣並退出保守黨[16]，泰蕾兹·科菲於8日接任就業及退休保障大臣[60]，伊丽莎白·特拉斯於10日接任婦女及平等大臣[61]。
- 2019年11月6日，阿龍·凱恩斯辭任威爾斯事務大臣[62]。